# Chinees Taipei op de Olympische Zomerspelen 1984
Chinees Taipei nam deel aan de Olympische Zomerspelen 1984 in Los Angeles. Het was de eerste deelname onder de naam Chinese Taipei. Dit vanwege bezwaren van de Volksrepubliek China vanwege de politieke status van Taiwan. De Volksrepubliek boycotte de Spelen vanaf diens ontstaan tot het compromis in 1984 over de naam en vlag waarmee Taiwan zou deelnemen.

## Medailleoverzicht
| Sport         | Olympiër     | Discipline | Medaille |
| ------------- | ------------ | ---------- | -------- |
| Gewichtheffen | Tsai Wen-Yee | –60kg (m)  | Brons    |

## Deelnemers en resultaten per onderdeel

### Atletiek
| Olympiër        | Discipline       | Resultaat | Prestatie                                          |
| --------------- | ---------------- | --------- | -------------------------------------------------- |
| Wu Chin-Jing    | 110m horden (m)  | 37e       | serie 4: 3de in 13,91 halve finale 1: 6de in 14,26 |
| Chen Chang-Ming | marathon (m)     | 57e       | 2:29.53                                            |
| Lee Fu-an       | verspringen (m)  | 20e       | kwalificatie groep A: 11de met 7,23m               |
| Chin-Chiang Liu | hoogspringen (m) | 26e       | kwalificatie groep B: 12de met 2,10m               |
| Chen Hung-Yen   | speerwerpen (m)  | 24e       | kwalificatie groep B: 11de met 71,48m              |
| Ku Chin-Shui    | tienkamp (m)     | 16e       | 7629 punten                                        |
| Lee Fu-An       | tienkamp (m)     | 19e       | 7541 punten                                        |
|                 |                  |           |                                                    |
| Lai Lee-Chiao   | 400m horden (v)  | 20e       | serie 1: 5de in 58,54                              |
| Liu Yen-Chiu    | hoogspringen (v) | 29e       | kwalificatie groep A: 15de met 1,70m               |
| Lee Hui-Cheng   | speerwerpen (v)  | 21e       | kwalificatie groep A: 11de met 52,46m              |
| Tsai Lee-Chiao  | zevenkamp (v)    | 18e       | 5447 punten                                        |

### Boksen
| Olympiër       | Discipline | Resultaat | Prestatie                                                                   |
| -------------- | ---------- | --------- | --------------------------------------------------------------------------- |
| Chung Pao-Ming | -48kg (m)  | 9e        | 1ste ronde: vrij 2de ronde: V van ZAM Mwila: scheidsrechterlijke beslissing |
| Chen King-Ming | -51kg (m)  | 17e       | 1ste ronde: V van PHI Tabanas: knock-out                                    |

### Boogschieten
| Olympiër      | Discipline      | Resultaat | Prestatie                                                                              |
| ------------- | --------------- | --------- | -------------------------------------------------------------------------------------- |
| Tu Chih-Chen  | individueel (m) | 42e       | 1ste ronde: 44ste met 1181 punten 2de ronde: 39ste met 1195 punten totaal: 2376 punten |
|               |                 |           |                                                                                        |
| Lu Jui-Chiung | individueel (v) | 42e       | 1ste ronde: 43ste met 1114 punten 2de ronde: 40ste met 1112 punten totaal: 2226 punten |

### Gewichtheffen
| Olympiër       | Discipline | Resultaat | Prestatie                                                        |
| -------------- | ---------- | --------- | ---------------------------------------------------------------- |
| Chen Shen-Yuan | -52kg (m)  | 15e       | trekken: 13de met 90kg stoten: 14de met 110kg totaal: 200kg      |
| Chung Yung-Chi | -52kg (m)  | 11e       | trekken: 8ste met 95kg stoten: 10de met 117,5kg totaal: 212,5kg  |
| Chiu Yuh-Chuan | -56kg (m)  | 11e       | trekken: 14de met 97,5kg stoten: 8ste met 132,5kg totaal: 230kg  |
| Tsai Wen-Yee   | -60kg (m)  | Brons     | trekken: 1ste met 125kg stoten: 8ste met 147,5kg totaal: 272,5kg |

### Judo
| Olympiër         | Discipline | Resultaat | Prestatie |
| ---------------- | ---------- | --------- | --------- |
| Chau Chin-Fu     | -60kg (m)  | 12e       |           |
| Liaw Der-Cheng   | -71kg (m)  | 11e       |           |
| Sun Yih-Shong    | -78kg (m)  | 20e       |           |
| Chang Shou-Chung | -86kg (m)  | 9e        |           |

### Moderne vijfkamp
| Olympiër        | Discipline | Resultaat | Prestatie   |
| --------------- | ---------- | --------- | ----------- |
| Chen Kung-Liang | mannen     | 48e       | 4187 punten |

### Schermen
| Olympiër          | Discipline | Resultaat | Prestatie                                                                        |
| ----------------- | ---------- | --------- | -------------------------------------------------------------------------------- |
| Lee Tai-Chung     | degen (m)  | 57e       | 1ste ronde groep 10: 6de met 0 overwinningen                                     |
| Tsai Shing-Hsiang | degen (m)  | 37e       | 1ste ronde groep 9: 4de met 1 overwinning kwartfinale 4: 5de met 2 overwinningen |
| Lee Tai-Chung     | floret (m) | 45e       | 1ste ronde groep 6: 5de met 1 overwinning                                        |
| Tsai Shing-Hsiang | floret (m) | 54e       | 1ste ronde groep 9: 6de met 0 overwinningen                                      |

### Schietsport
| Olympiër        | Discipline      | Resultaat | Prestatie                       |
| --------------- | --------------- | --------- | ------------------------------- |
| Tu Tsai-Hsing   | 50m pistool (m) | 10e       | 558 punten: (95-94-96-90-93-90) |
| Tsai Pai-Sheng  | skeet           | 29e       | 188 punten                      |
| Yang Ching-Sung | skeet           | 29e       | 184 punten                      |

### Wielersport
| Olympiër      | Discipline                    | Resultaat | Prestatie |
| Baan          | Baan                          | Baan      | Baan |
| ------------- | ----------------------------- | --------- | --- |
| Lee Fu-hsiang | sprint (m)                    | 9e        | serie 11: 3de 1ste ronde herkansingen: 3de 1ste ronde herkansingen finale: 1ste in 11,80 2de ronde: V van JPN Nakatake 2de ronde herkansingen: W van CHI Urquijo: 11,58 3de ronde: 3de 3de ronde herkansingen: 1ste in 11,67 3de ronde herkansingen finale: V van FRG Schmidtke |
| Lee Fu-hsiang | tijdrit (m)                   | 22e       | 1.11,12 |
| Hsu Chin-Te   | individuele achtervolging (m) | 30e       | kwalificatie: gedubbeld |

### Worstelen
| Olympiër    | Discipline  | Resultaat   | Prestatie                                                       |
| Vrije stijl | Vrije stijl | Vrije stijl | Vrije stijl                                                     |
| ----------- | ----------- | ----------- | --------------------------------------------------------------- |
| Lou Wie-Ki  | -52kg (m)   | 17e         | groep A: 9de V van ECU Garcés: 0-4 V van MLT Giordemaina: 3,5-5 |

### Zeilen
| Olympiër                | Discipline | Resultaat | Prestatie                          |
| ----------------------- | ---------- | --------- | ---------------------------------- |
| Kui-Aon Lim Yal-Aon Lim | 470        | 19e       | 137 punten: (16-23-17-19-14-16-19) |

### Zwemmen
| Olympiër        | Discipline           | Resultaat | Prestatie                                        |
| --------------- | -------------------- | --------- | ------------------------------------------------ |
| Michael Miao    | 100m vrije slag (m)  | 30e       | serie 4: 3de in 52,76 (NR)                       |
| Michael Miao    | 200m vrije slag (m)  | 27e       | serie 1: 5de in 1.55,01 (NR)                     |
| Lin Chun-Hong   | 400m vrije slag (m)  | 35e       | serie 5: 8ste in 4.20,65                         |
| Wu Ming-Hsun    | 400m vrije slag (m)  | 33e       | serie 1: 7de in 4.13,11                          |
| Lin Chun-Hong   | 1500m vrije slag (m) | 35e       | serie 1: 6de in 16.44,94                         |
| Wu Ming-Hsun    | 1500m vrije slag (m) | 33e       | serie 3: 7de in 16.14,40                         |
| Wu Ming-Hsun    | 400m wisselslag (m)  | 22e       | serie 4: 7de in 5.02,94                          |
|                 |                      |           |                                                  |
| Chang Hui-Chien | 200m vrije slag (v)  | 28e       | serie 5: 6de in 2.13,67                          |
| Lisa Ann Wen    | 200m vrije slag (v)  | 18e       | serie 2: 5de in 2.06,01                          |
| Chang Hui-Chien | 400m vrije slag (v)  | 24e       | serie 1: 6de in 4.42,47                          |
| Lisa Ann Wen    | 400m vrije slag (v)  | 15e       | serie 3: 5de in 4.23,30 finale B: 7de in 4.21,61 |
| Chang Hui-Chien | 800m vrije slag (v)  | 20e       | serie 1: 6de in 9.34,93                          |
| Lisa Ann Wen    | 800m vrije slag (v)  | 17e       | serie 3: 7de in 9.09,73                          |
| Chang Hui-Chien | 200m vlinderslag (v) | 27e       | serie 2: 6de in 2.21,10                          |
| Lisa Ann Wen    | 200m vlinderslag (v) | 22e       | serie 3: 7de in 2.24,89                          |

Algerije · Amerikaanse Maagdeneilanden · Andorra · Antigua en Barbuda · Argentinië · Australië · Bahama’s · Bahrein · Bangladesh · Barbados · België · Belize · Benin · Bermuda · Bhutan · Birma · Bolivia · Bondsrepubliek Duitsland · Botswana · Brazilië · Britse Maagdeneilanden · Canada · Centraal-Afrikaanse Republiek · Chili · China · Chinees Taipei · Colombia · Congo-Brazzaville · Costa Rica · Cyprus · Denemarken · Djibouti · Dominicaanse Republiek · Ecuador · Egypte · El Salvador · Equatoriaal-Guinea · Fiji · Filipijnen · Finland · Frankrijk · Gabon · Gambia · Ghana · Grenada · Griekenland · Groot-Brittannië · Guatemala · Guinee · Guyana · Haïti · Honduras · Hongkong · Ierland · IJsland · India · Indonesië · Irak · Israël · Italië · Ivoorkust · Jamaica · Japan · Joegoslavië · Jordanië · Kaaimaneilanden · Kameroen · Kenia · Koeweit · Lesotho · Libanon · Liberia · Liechtenstein · Luxemburg · Madagaskar · Malawi · Maleisië · Mali · Malta · Marokko · Mauritanië · Mauritius · Mexico · Monaco · Mozambique · Nederland · Nederlandse Antillen · Nepal · Nicaragua · Nieuw-Zeeland · Niger · Nigeria · Noord-Jemen · Noorwegen · Oeganda · Oman · Oostenrijk · Pakistan · Panama · Papoea-Nieuw-Guinea · Paraguay · Peru · Portugal · Puerto Rico · Qatar · Roemenië · Rwanda · Salomonseilanden · Samoa · San Marino · Saoedi-Arabië · Senegal · Seychellen · Sierra Leone · Singapore · Soedan · Somalië · Spanje · Sri Lanka · Suriname · Swaziland · Syrië · Tanzania · Thailand · Togo · Tonga · Trinidad en Tobago · Tsjaad · Tunesië · Turkije · Uruguay · Venezuela · Verenigde Arabische Emiraten · Verenigde Staten · Zaïre · Zambia · Zimbabwe · Zuid-Korea · Zweden · Zwitserland